# Estoril Open 2019
Estoril Open 2019, oficiálně se jménem sponzora Millennium Estoril Open 2019, byl tenisový turnaj pořádaný jako součást mužského okruhu ATP Tour, který se odehrával v tenisovém areálu Clube de Ténis do Estoril na otevřených antukových dvorcích. Probíhal mezi 29. dubnem až 5. květnem 2019 v portugalském přímořském letovisku Cascais jako pátý ročník turnaje.
Turnaj s rozpočtem 586 140 eur patřil do kategorie ATP Tour 250. Nejvýše nasazeným hráčem ve dvouhře se stal osmý hráč světa Stefanos Tsitsipas. Jako poslední přímý účastník do hlavní singlové soutěže nastoupil 81. hráč žebříčku Australan Bernard Tomic.
Třetí singlový titul na okruhu ATP Tour a první antukový vybojoval 20letý Řek Stefanos Tsitsipas, jenž v roce 2019 triumfoval již na únorovém Open 13 Provence. Třetí společnou trofej si ze čtyřhry odvezli Francouzi Jérémy Chardy a Fabrice Martin, kteří v roce 2019 vyhráli rovněž jako Tsitsipas Open 13 Provence.

## Rozdělení bodů a finančních odměn

### Rozdělení bodů
| Soutěž  | vítězové | finalisté | semifinalisté | čtvrtfinalisté | 16 v kole | 32 v kole | Q  | Q2 | Q1 |
| ------- | -------- | --------- | ------------- | -------------- | --------- | --------- | -- | -- | -- |
| dvouhra | 250      | 150       | 90            | 45             | 20        | 0         | 12 | 6  | 0  |
| čtyřhra | 250      | 150       | 90            | 45             | 0         | —         | —  | —  | —  |

### Finanční odměny
| Soutěž                              | vítězové | finalisté | semifinalisté | čtvrtfinalisté | 16 v kole | 32 v kole | Q2     | Q1     |
| ----------------------------------- | -------- | --------- | ------------- | -------------- | --------- | --------- | ------ | ------ |
| dvouhra                             | €90 390  | €48 870   | €26 990       | €15 335        | €8 815    | €5 285    | €2 555 | €1 280 |
| čtyřhra                             | €29 650  | €16 200   | €8 240        | €4 710         | €2 760    | —         | —      | —      |
| částka ve čtyřhře je uvedena na pár |          |           |               |                |           |           |        |        |

## Mužská dvouhra

### Nasazení
| Stát                          | Hráč                | ATP | Nasazení |
| ----------------------------- | ------------------- | --- | -------- |
| Řecko                         | Stefanos Tsitsipas  | 8.  | 1.       |
| Itálie                        | Fabio Fognini       | 12. | 2.       |
| Francie                       | Gaël Monfils        | 19. | 3.       |
| Belgie                        | David Goffin        | 22. | 4.       |
| Srbsko                        | Dušan Lajović       | 24. | 5.       |
| Austrálie                     | Alex de Minaur      | 26. | 6.       |
| Španělsko                     | Pablo Carreño Busta | 29. | 7.       |
| USA                           | Frances Tiafoe      | 30. | 8.       |
| Žebříček ATP k 22. dubnu 2019 |                     |     |          |

### Jiné formy účasti
Následující hráči obdrželi divokou kartu do hlavní soutěže:
- Pablo Carreño Busta
- David Goffin
- Pedro Sousa

Následující hráč obdržel ke startu ve dvouhře zvláštní výjimku:
- Filip Krajinović

Následující hráči postoupili z kvalifikace:
- Salvatore Caruso
- Alejandro Davidovich Fokina
- João Domingues
- Alexei Popyrin

Následující hráči postoupili z kvalifikace jako tzv. šťastní poražení:
- Filippo Baldi
- Pablo Cuevas

### Odhlášení
před zahájením turnaje
- Kevin Anderson → nahradil jej  Hugo Dellien
- Filip Krajinović → nahradil jej  Pablo Cuevas
- Fabio Fognini → nahradil jej  Filippo Baldi
- Jaume Munar → nahradil jej  Nicolás Jarry
- Cameron Norrie → nahradil jej  Guido Andreozzi

## Mužská čtyřhra

### Nasazení
| Stát                                                                                   | Hráč           | Stát               | Hráč             | ATP | Nasazení |
| -------------------------------------------------------------------------------------- | -------------- | ------------------ | ---------------- | --- | -------- |
| USA                                                                                    | Rajeev Ram     | Spojené království | Joe Salisbury    | 41. | 1.       |
| Japonsko                                                                               | Ben McLachlan  | Nizozemsko         | Matwé Middelkoop | 69. | 2.       |
| Argentina                                                                              | Leonardo Mayer | Portugalsko        | João Sousa       | 90. | 3.       |
| Nový Zéland                                                                            | Marcus Daniell | Nizozemsko         | Wesley Koolhof   | 95. | 4.       |
| Žebříček ATP k 22. dubnu 2019; číslo je součtem žebříčkového postavení obou členů páru |                |                    |                  |     |          |

### Jiné formy účasti
Následující páry obdržely divokou kartu do hlavní soutěže:
- João Domingues /  Pedro Martínez
- Gastão Elias /  Pedro Sousa

Následující páry nastoupily z pozice náhradníka:
- Guido Andreozzi /  Hugo Dellien
- Tiago Cação /  Frederico Gil

### Odhlášení
před zahájením turnaje
- John Millman (poranění levé nohy)
- Pedro Sousa (poranění levé nohy)

v průběhu turnaje
- Reilly Opelka (bolest zad)

## Přehled finále

### Mužská dvouhra
- Stefanos Tsitsipas vs.  Pablo Cuevas, 6–3, 7–6(7–4)

### Mužská čtyřhra
- Jérémy Chardy /  Fabrice Martin vs.  Luke Bambridge /  Jonny O'Mara, 7–5, 7–6(7–3)